# Daniela Dodean
Daniela Dodean je profesionalna rumunjska stolnotenisačica. Rođena je 13. siječnja 1988. u Aradu, na zapadu Rumunjske. Njezin brat Adrian je također stolnotenisač. Osim što je osvojila Europsko prvenstvo u stolnom tenisu u kategoriji za odrasle, osvojila je i juniorsko europsko prvenstvo. Nastupala je na Olimpijskim igrama 2008. i 2012. godine.